# Happenbach (Abstatt)
Happenbach ist ein Teilort von Abstatt im Landkreis Heilbronn im nördlichen Baden-Württemberg.

## Geografie
Happenbach liegt zwei Kilometer nördlich von Abstatt und etwa anderthalb Kilometer östlich der Ortsmitte von Untergruppenbach; von dessen Siedlungsbereich trennt den Happenbachs nur die A 81 und deren Auffahrt Heilbronn/Untergruppenbach. Aus Untergruppenbach kommend, zieht von dort aus die L 1111 als Hauptstraße durchs Dorf in Richtung Unterheinriet im Osten. Von ihr zweigt hier die K 2088 ab, die durch ein Gewerbegebiet diesseits der Autobahn nach Abstatt im Süden führt.
Happenbach liegt im Übergangsbereich zwischen den letzten waldigen Höhen der Löwensteiner Berge im Norden, die hier im Grafenwald nur einen halben Kilometer nördlich des Ortes auslaufen, und der hügeligen Landwirtschaftslandschaft des östlichen Neckarbeckens. Es liegt in der Talmulde des Happenbachs, der den Ort von Nord nach Süd durchzieht.

## Geschichte
Happenbach ist geschichtlich mit den Herren von Heinriet aus Unterheinriet (heute Ortsteil von Untergruppenbach) verbunden, war um 1500 dann teils in löwensteinischem, teils in württembergischem Besitz und nach 1806 ganz württembergisch. Vor 1806 wurde der württembergische Teil bereits von Abstatt aus verwaltet. Nach dem Übergang des ganzen Ortes bildete Abstatt mit Happenbach, Vohenlohe und Wildeck zunächst ein eigenes Patrimonialamt, dann kam Abstatt jedoch 1810 zum Oberamt Besigheim, Happenbach dagegen zum Oberamt Heilbronn. Erst nachdem Abstatt auch zum Oberamt Heilbronn gekommen war, war Happenbach von 1842 bis 1. April 1934 als selbstständige Teilgemeinde wieder mit Abstatt verbunden. 1934 erfolgte die Eingemeindung nach Abstatt. Nach Happenbach ist die gleichnamige Rebsorte Happenbach benannt.

## Sehenswürdigkeiten

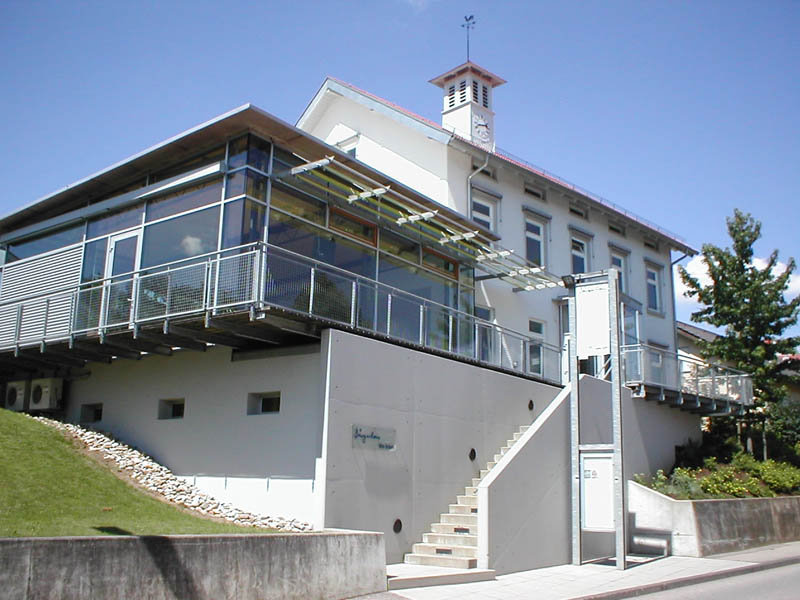
Bürgerbüro Happenbach

- Das renovierte und mit einem modernen Anbau versehene historische Schulhaus ist heute ein Versammlungshaus.
- Ein altes Backhaus und die ehemalige Milchsammelstelle zeigen den früher dörflichen Charakter des Ortes.
- Dorfplatz mit Brunnen in der Ortsmitte.

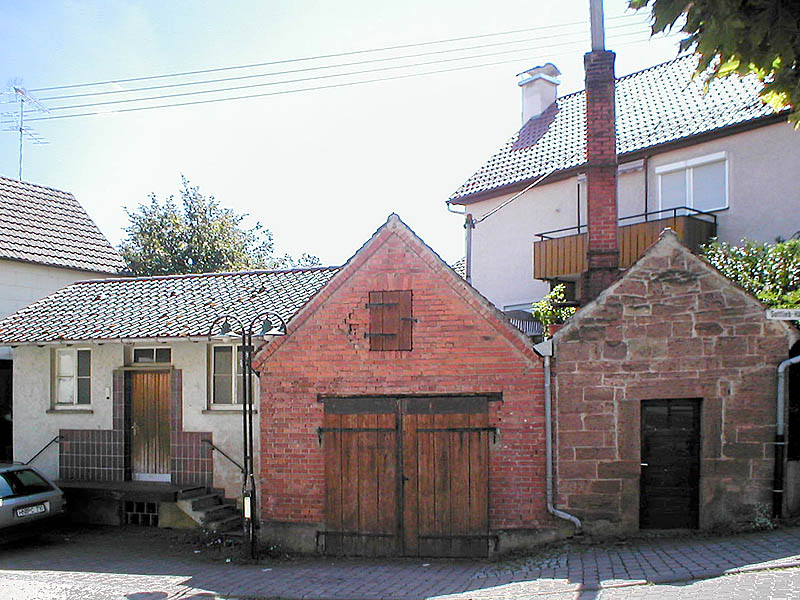
Milchsammelstelle und Backhaus
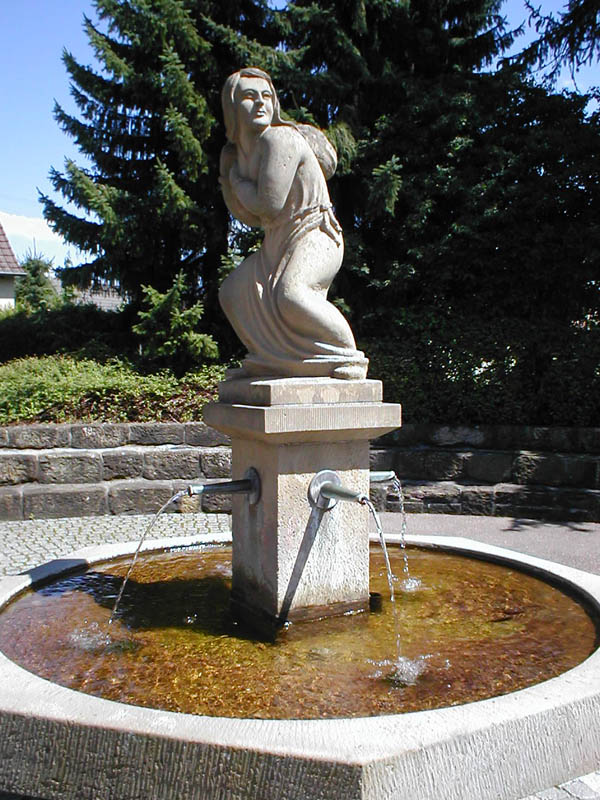
Brunnen am Dorfplatz